# Anca Szönyi Thomas
Anca Szönyi Thomas (n. 22 aprilie 1958, București, România) cunoscută și ca Anca Nicola sau Anca S. Thomas, este o artistă vizuală și actriță ocazională română. 
Este fiica pictorului Ștefan Szönyi și sora actriței Julieta Szönyi.

## Educație
A absolvit în anul 1982 cursurile Facultății de Artă Monumentală și Restaurare ale Institutului de Arte Plastice „Nicolae Grigorescu” din București.

## Activitate
A participat la expoziții de grup și personale și a fost activă și în domeniul cinematografiei. S-a remarcat ca actriță prin rolul Mădălina Faranga din filmul Ciuleandra (1985), regizat de Sergiu Nicolaescu, unde i-a avut ca parteneri pe actorii Ion Rițiu și Ștefan Iordache.
În paralel cu interpretărie din cinematografie s-a ocupat de lucrări de restaurare a mânăstirilor din România, a făcut parte din echipa de restaurare a Teatrului „Maria Filotti” din Brăila.
În 1981, după înființarea județului Giurgiu, teatrul bucureștean „Ion Vasilescu", avându-l director pe Radu Boroianu, a fost transferat în Giurgiu, în multe piese jucate aici apărând și Anca Szönyi.
S-a stabilit în Franța în 1987 și s-a căsătorit în 1993 cu politicianul și omul de afaceri francez Jean-Pierre Thomas⁠(fr)[traduceți] (n. 1957). Au o fată cu numele Diane-Emmanuelle (n. 1996). 
A coordonat realizarea albumului monografic Stefan Szony 1913-1967, apărut la Editura Institutului Cultural Român în 2016. Lansarea albumului a avut loc în 2017 în cadrul Salonului Internațional Bookfest. A fost curatoarea Expoziției Ștefan Szönyi - Monumental, care a fost expusă la Muzeul de Artă din Timișoara în perioada 12 decembrie 2017 - 20 februarie 2018.
Continuă să fie prezentă în lumea artei și culturii și timp de câțiva ani este implicată și în acțiuni de ajutor și promovare pentru România. A participat la diverse acțiuni caritabile în Franța și a fost consilier artistic în două galerii de artă din Paris. O parte din lucrările sale de desen și artă decorativă se găsesc în mai multe colecții private din România și din străinătate. Explorează tehnici mixte în interacțiune cu imaginea fotografică. Astfel, s-au născut mai multe cicluri de lucrări, reprezentări subiective ale realității, unele metaforice, altele, secvențe reale ale vieții în spiritul „Here&Now”.
În luna mai 2022, la București, a expus lucrări proprii în Expoziția de Artă „Micro-Macro-Trans Cordial”, organizată de Comunitatea Armână din România.
În perioada 26 septembrie - 14 octombrie 2022, Institutul Cultural Român din Paris a organizat, în colaborare cu Ambasada României în Franța și Casa de Cultură a Municipiului Timișoara, expoziția „Introspections/Introspecții” a artiștilor români Suzana Fântânariu (pictură, grafică, instalații), Anca Szönyi Thomas (fotografie, mixed media) și Dorin Crețu (pictură, fotografie digitală), curatorii expoziției fiind Ludwig Otte și Anca Szönyi Thomas. Expoziția a avut loc la Galeria Macadam din Paris, proiectul fiind inclus în cadrul „Săptămânii Culturilor Străine”, un program al Forumului Institutelor Culturale Străine din Paris.

## Filmografie
- 1976: Tănase Scatiu - Mary, regia Dan Pița
- 1977: Buzduganul cu trei peceți - Maria, fiica lui István Jósika
- 1979: Blauvogel, regia Ulrich Weiss
- 1980: Burebista, regia Gheorghe Vitanidis
- 1983: Viraj periculos, regia Sergiu Nicolaescu
- 1983: Misterele Bucureștilor, regia Doru Năstase
- 1985: Ciuleandra - Mădălina Faranga, regia Sergiu Nicolaescu[21][22]
- 1989: Manjun et Layla - Layla, regia Taieb Louhichi[23]
- 1991: C'est quoi ce petit boulot? (serial TV) - L'hôtesse radio, regia Michel Berny și Gian Luigi Polidoro
- 1991: Le Passage
- 1994: Începutul adevărului (Oglinda), regia Sergiu Nicolaescu

## Legături externe
- Anca Nicola pe Cinemagia.ro